# Sēja (novads)
Sēja (łot.: Sējas novads) – jeden z łotewskich novadsów, funkcjonujący w latach 2009–2021.

## Historia
Novads powstało na terenach należących przed 2009 do rejonu Ryga.
W skład novadsu wchodził obszar pagastsu Sēja. Jego stolicą została wieś Loja.
Zlikwidowany w ramach reformy administracyjnej 30 czerwca 2021. Wszedł w całości w skład nowego novadsu Saulkrasti.